# Armonk

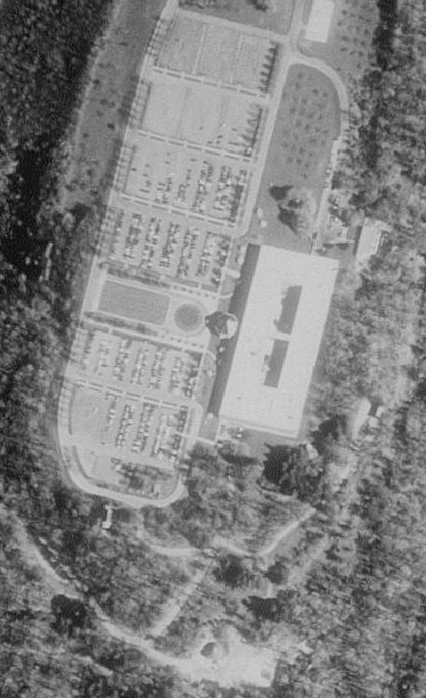
Vue aérienne de l'ancien siège d'IBM à Armonk

Armonk est une census-designated place du comté de Westchester, dans l'État de New York, aux États-Unis. Au recensement en 2000, la population de la ville était de 3 461 habitants.
C'est à Armonk qu'est situé le siège de l'entreprise IBM et le siège américain de l'entreprise Swiss Re. On y retrouve aussi l'un des campus de l'université Fordham, célèbre université établie à New York.

## Démographie
| Groupe            | Armonk | New York | États-Unis |
| ----------------- | ------ | -------- | ---------- |
| Blancs            | 92,7   | 65,8     | 72,4       |
| Asiatiques        | 4,7    | 7,3      | 4,8        |
| Métis             | 1,2    | 3,0      | 2,9        |
| Autres            | 0,7    | 8,1      | 7,3        |
| Afro-Américains   | 0,7    | 15,9     | 12,6       |
| Total             | 100    | 100      | 100        |
|                   |        |          |            |
| Latino-Américains | 5,1    | 17,6     | 16,7       |

Selon l'American Community Survey, pour la période 2011-2015, 82,59 % de la population âgée de plus de 5 ans déclare parler anglais à la maison, alors que 9,14 % déclare parler l'espagnol, 1,71 % une langue chinoise, 1,43 % l'italien, 0,86 % le japonais, 0,82 % le français et 3,46 % une autre langue.